# Sue Fairhurst
Sue Fairhurst, född den 9 juli 1974 i Manchester i Storbritannien, är en australisk softbollspelare.
Hon tog OS-brons i samband med de olympiska softboll-turneringarna 2000 på hemmaplan i Sydney.